# Grand Prix of Baltimore 2013
Das Grand Prix of Baltimore 2013 fand am 1. September in den Streets of Baltimore in Baltimore, Maryland, Vereinigte Staaten statt und war das 16. Rennen der IndyCar Series 2013.

## Berichte

### Hintergrund
Nach dem GoPro Grand Prix of Sonoma führte Hélio Castroneves in der Fahrerwertung mit 39 Punkten auf Scott Dixon und 62 Punkten auf Ryan Hunter-Reay.
Beim Grand Prix of Baltimore 2013 standen den Fahrern insgesamt 150 Sekunden zur Nutzung des Push-To-Pass-Buttons zu. Die Überholhilfe durfte im Rennen zehnmal aktiviert werden.
Vor dem Grand Prix of Baltimore kam es zu zwei Reglementänderungen. Nachdem Dixon in Sonoma mit einem Penske-Crewmitglied kollidierte, wurde die Regelung 7.9.17 ins Regelwerk aufgenommen, sodass ein Team bestraft werden kann, wenn ein Crewmitglied durch Fahrlässigkeit oder absichtlich einen Zwischenfall mit einem anderen Fahrer provoziert. Zudem wurden die einzelnen Boxen deutlicher markiert. Es blieb den Fahrern jedoch weiterhin erlaubt, diese Linien bei der Ein- und Ausfahrt aus der Box zu schneiden. Bei möglichen Zwischenfällen sollen sie jedoch mit dazu beitragen, Strafen nachvollziehbarer zu machen. Darüber hinaus wurde Regel 7.2.5.2 präzisiert. Ab diesem Rennen haben Fahrer beim Zeigen einer blauen Flagge nur noch eine Runde Zeit, um sich von einem Fahrer überrunden zu lassen.
Im Starterfeld gab es vier Veränderungen. Oriol Servià kehrte nach einem Rennen Pause zu Panther Racing zurück und übernahm das Fahrzeug wieder von Ryan Briscoe. Es war der letzte Fahrerwechsel von Panther Racing in dieser Saison, da Servià für die letzten vier Rennen unter Vertrag genommen worden war. Briscoe war an diesem Wochenende dennoch in Baltimore aktiv und nahm am Rennen der American Le Mans Series (ALMS) teil. Zusammen mit seinem Partner Scott Tucker schied er aus. Bei Dale Coyne Racing wurde James Davison nach zwei Rennen planmäßig durch Stefan Wilson ersetzt. Wilson debütierte in der IndyCar Series und fuhr sein erstes Rennen im Jahr 2013. Zusammen mit seinem Bruder und Teamkollegen Justin Wilson bildete er das erste Bruderpaar in der IndyCar-Geschichte, dass in einem Rennstall startete. Luca Filippi kehrte zu Bryan Herta Autosport zurück, nachdem J. R. Hildebrand das Fahrzeug beim vorherigen Rennen pilotiert hatte. Sarah Fisher Hartman Racing reduzierte das Team wieder auf das übliche Ein-Fahrzeug-Team mit Josef Newgarden. Lucas Luhr kam in Baltimore nicht mehr in der IndyCar Series zum Einsatz. Stattdessen startete auch er beim ALMS-Rennen und gewann dieses zusammen mit Klaus Graf.
Mit Will Power und Hunter-Reay (jeweils einmal) traten alle ehemaligen Sieger zu diesem Grand Prix an.
Tony Kanaan startete beim Grand Prix of Baltimore zum 212. Mal in Folge zu einem IndyCar-Rennen und wurde damit zum alleinigen Rekordhalter in dieser Statistik vor seinem Teamkollegen Jimmy Vasser.
Kurz nach dem Rennen wurde bekannt, dass der Grand Prix of Baltimore in den nächsten zwei Jahren nicht stattfinden würde. Grund hierfür sind Terminkollision am Sonntag vor dem Labor Day, der als klassischer Termin für das Baltimore-Rennen gilt. 2014 findet ein College-Football-Spiel im Stadion unweit der neunten Kurve statt, 2015 ist eine Messe in der Stadt. Von der IndyCar Series mögliche Termine im Juni oder August scheiden aus, da das Baseball-Stadion der Baltimore Orioles in diesen Monaten von dem Baseball-Verein genutzt wird. Der Eingangsbereich des Oriole Park at Camden Yards fungiert als Boxengebäude beim IndyCar-Rennen.

### Training

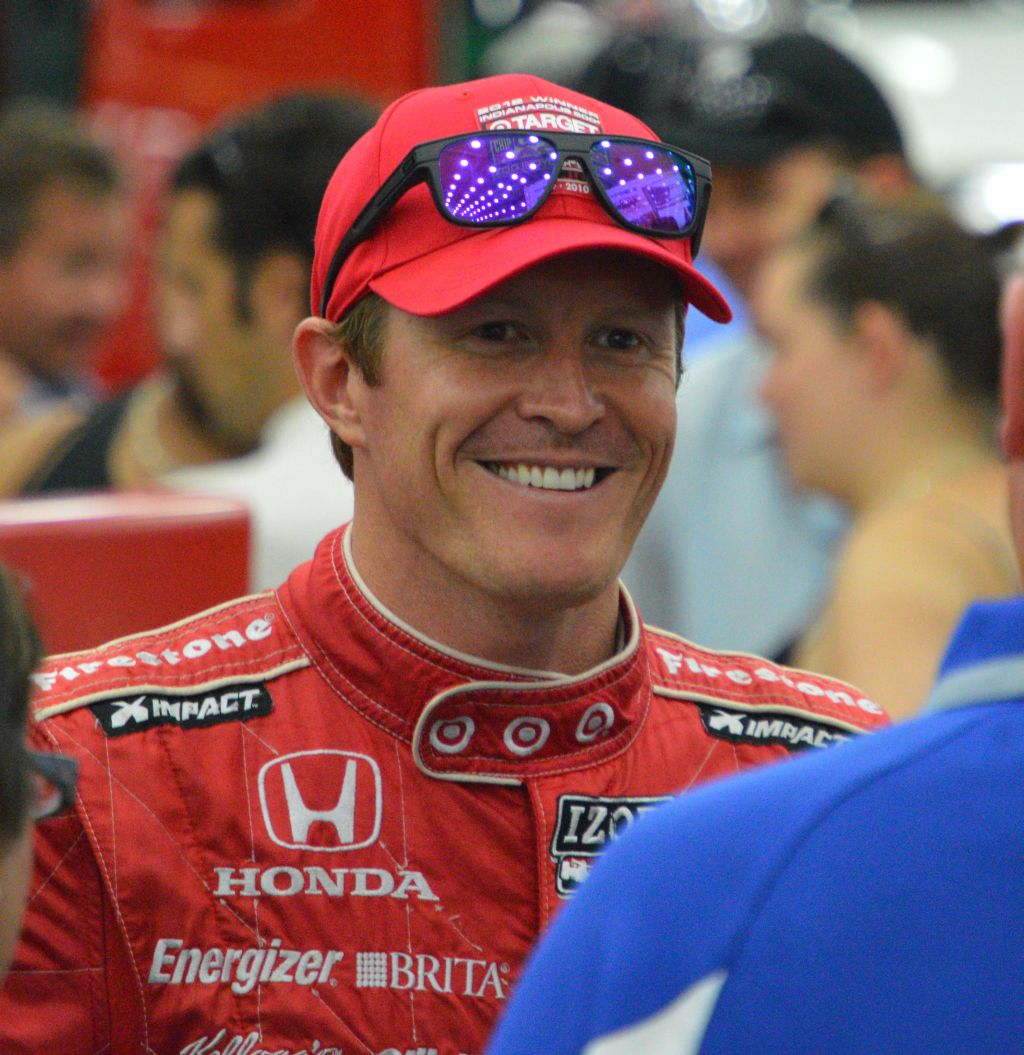
Sowohl im Training, als auch im Rennen, geriet Scott Dixon (Bild) mit Will Power aneinander

Im ersten Training war Power der Schnellste vor E. J. Viso und Servià. Das Training wurde dreimal nach einem Zwischenfall in der fünften Kurve unterbrochen. Sébastien Bourdais und Stefan Wilson kamen von der Strecke ab ohne einzuschlagen. Die dritte Unterbrechung wurde durch Trümmerteile ausgelöst. Dario Franchitti fuhr aufgrund eines defekten Elektroniksensors nur fünf Runden und wurde 22. Im zweiten Training übernahm Tristan Vautier die Spitze des Klassements vor Graham Rahal und Josef Newgarden. Vautier war 1,4 Sekunden schneller als Power im ersten Training. Power fuhr kurz vor Schluss in der neunten Kurve in den Reifenstapel und beschädigte sich dabei die Fahrzeugfront. Darüber hinaus gab es mehrere kleinere Zwischenfälle. Stefan Wilson hatte in beiden ersten Trainings einen Rückstand von über vier Sekunden auf den Führenden und war Letzter.
Im dritten Training erzielte Simon Pagenaud die Bestzeit und löste seinen Teamkollegen Vautier an der Spitze ab. Zweiter wurde Dixon vor Power. Castroneves sorgte zu Beginn für rote Flaggen, nachdem er abseits von der Strecke zum Stehen kam. In der Anfangsphase gab es einen Zwischenfall zwischen Dixon und Power, der eine Unterbrechung auslöste. In der zwölften Kurve berührten sich die beiden Piloten nach einem Missverständnis. Während Dixon versuchte Abstand zu nehmen, lief Power, der direkt hinter ihm lag, auf ihn auf und drehte ihn. Dixon berührte die Mauer, beschädigte seinen Frontflügel und blieb stehen, Power fuhr weiter. Nach einem Reparaturstopp an der Box nahm auch Dixon das Training wieder auf. Beide Fahrer von KV Racing Technology waren zeitgleich in Zwischenfälle verwickelt. Kanaan verpasste in der vierten Kurve den Bremspunkt und fuhr geradeaus, während Simona de Silvestro in der achten Kurve in den Reifenstapel fuhr. De Silvestros Unfall löste die dritte und letzte Unterbrechung aus. Mehrere Fahrer hoben beim Durchfahren der letzten Schikane ab, nachdem sie zu weit über die Randsteine gefahren waren. James Hinchcliffe und Marco Andretti zogen sich kleinere Beschädigungen bei der Landung zu, da sie der Mauer zu nah gekommen waren. Die ersten 17 Fahrer lagen innerhalb einer Sekunde. Stefan Wilson blieb auf dem letzten Platz, reduzierte seinen Abstand jedoch auf etwas unter drei Sekunden.

### Qualifying
Der erste Abschnitt des Zeitentrainings wurde in zwei Gruppen ausgetragen. Die sechs schnellsten Piloten jeder Gruppe kamen ins zweite Segment. Die restlichen Startpositionen wurden aus dem Ergebnis des ersten Qualifyingabschnitts bestimmt, wobei den Fahrern der ersten Gruppe die ungeraden Positionen ab 13, und den Fahrern der zweiten Gruppe die geraden Positionen ab 14 zugewiesen wurden. In der ersten Gruppe fuhr Dixon die schnellste Runde, in der zweiten Gruppe war Pagenaud der schnellste Pilot. In der ersten Gruppe fuhr Bourdais zu Beginn des Trainings in der Schikane auf der Start-Ziel-Geraden in die Reifenstapel und löste eine Unterbrechung aus. Dadurch wurden ihm die zwei schnellsten Runden gestrichen. Auch Viso fuhr später in diesen Reifenstapel.
Im zweiten Segment der Qualifikation qualifizierten sich die sechs schnellsten Fahrer für den finalen Abschnitt. Power erzielte die schnellste Rundenzeit. Neben ihm schafften es Newgarden, Vautier, Pagenaud, Wilson und Dixon in den dritten Teil des Qualifyings, die sogenannten Firestone Fast Six. Kurz vor dem Ende dieses Abschnitts gab es in der achten Kurve eine Kollision zwischen Vautier und Rahal, die zu diesem Zeitpunkt beide in den Top 6 lagen. Zunächst war Rahal in die Reifenstapel gefahren und es gab nur lokale gelbe Flaggen. Nachdem Vautier in das Heck von Rahals Fahrzeug gefahren war, wurde das Training abgebrochen. Da die Rennleitung Rahal die Schuld an der Unterbrechung gab, wurden ihm seine zwei schnellsten Runden gestrichen, sodass er aus den Top 6 fiel und Dixon nachrückte.
Dixon fuhr schließlich die schnellste Zeit und erzielte die Pole-Position vor Power und Pagenaud.
Franchitti und James Jakes wurden nachträglich um zehn Positionen nach hinten versetzt, da sie einen sechsten Motor verwendeten. Das IndyCar-Reglement erlaubt nur fünf Motoren für die komplette Saison.
Vautier wurde nach dem Rennen aufgrund von rücksichtslosem, fahrlässigen und/oder übermäßig aggressiven oder unsportlichen Verhaltens bei der Kollision mit Rahal mit einer Geldstrafe in Höhe von 10.000 US-Dollar belegt und fährt zudem bis zum Saisonende auf Bewährung.

### Abschlusstraining
Im Abschlusstraining war Bourdais am schnellsten. Auf den Plätzen zwei und drei folgten Power und Newgarden.

### Rennen
Dixon behielt beim Start die Führung vor Power, wurde jedoch bereits in der dritten Kurve von ihm überholt. Powers Teamkollege Castroneves beschädigte sich bei einem Angriff auf Newgarden in dieser Kurve seinen Frontflügel und ging zu einem Reparaturstopp an die Box. Während Power das Rennen in der Anfangsphase anführte, schieden Takuma Satō, Jakes und Filippi frühzeitig mit technischen Problemen auf.
In der 13. Runde löste Ed Carpenter mit einem Ausrutscher in der fünften Kurve die ersten Gelbphase aus. Während die Spitzengruppe auf der Strecke blieb, gingen mehrere Fahrer aus dem hinteren Feld an die Box. Beim Restart verlor Dixon die zweite Position an Pagenaud, Newgarden fiel vom vierten auf den siebten Platz zurück, nachdem er die Mauer berührt hatte. Kurz nach dem Restart gab Franchitti mit Bremsproblemen auf.
In der 25. Runde begann die Phase der ersten Boxenstopps für die Fahrer, die noch nicht an der Box waren. Power blieb am längsten draußen und übergab in die Führung nach der 31. Runde an Bourdais. Er führte vor Vautier, Sebastian Saavedra, Castroneves, Andretti und Viso. Die sechs Fahrer waren in der ersten Gelbphase an der Box gewesen. Power überfuhr bei seinem Boxenstopp einen Druckluftschlau in seiner Box und kam direkt vor Dixon auf dem siebten Platz zurück auf die Strecke.
Power und Dixon machten in den nächsten Runden einige Positionen gut. Bourdais ging in der 40. Runde an die Box, sodass Vautier in Führung ging. Es war Vautiers erste IndyCar-Führungsrunde. Bourdais hatte so viel Vorsprung herausgefahren, dass er vor Power und Dixon zurück auf die Strecke kam. Kurz darauf rutschte Stefan Wilson in der siebten Kurve aus und löste die zweite Gelbphase des Rennens aus. Vautier, Castroneves und Saavedra gingen an die Box und Bourdais übernahm damit wieder die Führung des Rennens. Castroneves fuhr bei seinem Stopp Doug Snyder, ein Mitglied seiner Boxencrew, an und wurde darauf mit einer Durchfahrtsstrafe belegt. Snyder blieb unverletzt. Während der Gelbphase schied Hunter-Reay mit einem Getriebeschaden aus.
Beim Restart führte Bourdais vor Power, Dixon, Saavedra und Rahal. Während Bourdais die Führung behielt, drehte Rahal in der ersten Kurve Dixon um. Die Strecke wurde blockiert und Castroneves, Newgarden und Hinchcliffe blieben stehen. Rahal wurde im weiteren Verlauf des Rennens für das Verursachen dieser Kollision mit einer Durchfahrtsstrafe belegt. Beim folgenden Restart führte Bourdais vor Rahal, Power, Servià und Dixon. Rahal übernahm die Führung von Bourdais vor der ersten Kurve auf der Außenbahn fahrend. Dahinter kam es zu einer Kollision zwischen Power und Dixon. Power wollte auf der Innenbahn an Bourdais vorbeifahren und hatte dabei Dixon hinter sich übersehen. Dixon, dessen Fahrzeug in die Mauer gedrückt worden war, blieb beschädigt auf der Start-Ziel-Geraden stehen, Power fuhr an die Box und nahm das Rennen nach einem Reparaturstopp mit einigen Runden Rückstand wieder auf. Power äußerte nach dem Rennen, dass die Kollision auf einen Fehler von ihm zurückging.
Beim nächsten Restart behielt Rahal die Führung. Er berührte Bourdais leicht. Dieser Kontakt blieb folgenlos. Allerdings wurde Bourdais direkt darauf von Servià umgedreht. Servià wurde von Viso erwischt und fuhr in den Reifenstapel. Dadurch wurde die Strecke blockiert und Vautier, Saavedra, Charlie Kimball und de Silvestro blieben stehen.
Beim Restart übernahm Andretti die Führung vor Kanaan, Pagenaud, Justin Wilson und Bourdais. Zwei Runden nach dem Restart löste ein Massenunfall in der dritten Kurve die sechste und letzte Gelbphase aus. Bourdais drehte Justin Wilson. In den Zwischenfall waren auch Servià, Rahal, Carpenter und Hinchcliffe verwickelt.
Andretti behielt die Führung beim Restart. Nachdem Bourdais zwei Runden später an Kanaan vorbei auf die dritte Position gefahren war, übernahm Pagenaud die Führung von Andretti mit einem Überholmanöver auf der Start-Ziel-Geraden. Bourdais ging bei diesem Manöver ebenfalls an Andretti vorbei. Andretti verlor in den nächsten Runden noch weitere Positionen. Bourdais versuchte in der achten Kurve auf der Außenbahn an Pagenaud vorbeizufahren. Das Manöver klappte nicht und Bourdais verlor zwei Positionen, machte eine jedoch schon bald wieder gut. Newgarden lag nun auf dem zweiten Platz.
In der vorletzten Runde schied Kanaan nach einem Mauerkontakt aus.
Pagenaud erzielte schließlich seinen zweiten Saisonsieg vor Newgarden, der erstmals auf dem Podest stand. Bourdais wurde Dritter vor Justin Wilson und de Silvestro, die an diesem Tag 25. Jahre alt geworden war. Die Top 10 komplettierten Kimball, Hinchcliffe, Saavedra, Castroneves und Andretti. Die ersten 10 Fahrer lagen als in der Führungsrunde. Saavedra erzielte mit dem achten Platz seine bis dahin beste IndyCar-Platzierung.
In der Gesamtwertung vergrößerte Castroneves, der als einziger Fahrer jede Rennrunde in der Saison absolviert hatte, seinen Vorsprung auf Dixon. Pagenaud verbesserte sich auf den dritten Platz. Hunter-Reay fiel auf den fünften Platz hinter seinen Teamkollegen Andretti zurück.
Dixon äußerte nach dem Rennen seinen Unmut über Entscheidungen der Rennleitung. Er kritisierte, dass Servià, der ihn unter gelben Flaggen überholt haben soll, keine Strafe für dieses Vergehen erhalten hat und war zudem wütend auf die Rennleitung, die sich nach seinem Unfall geweigert hatte, sein Fahrzeug zurück an die Box zu bringen. Dixon sagte nach dem Rennen, dass sich IndyCar-Renndirektor Beaux Barfield wie ein Idiot benommen habe und forderte dessen Entlassung. Dixon wurde anschließend aufgrund seiner Äußerungen mit einer Geldstrafe in Höhe von 30.000 US-Dollar belegt und zudem bis zum Jahresende auf Bewährung gesetzt.

## Meldeliste
Alle Teams und Fahrer verwendeten das Chassis Dallara DW12 mit einem Aero-Kit von Dallara und Reifen von Firestone.
| Team                                   | Nr. | Fahrer              | Motor     |
| -------------------------------------- | --- | ------------------- | --------- |
| Andretti Autosport                     | 01  | Ryan Hunter-Reay    | Chevrolet |
| Andretti Autosport                     | 25  | Marco Andretti      | Chevrolet |
| Andretti Autosport                     | 27  | James Hinchcliffe   | Chevrolet |
| Team Penske                            | 03  | Hélio Castroneves   | Chevrolet |
| Team Penske                            | 12  | Will Power          | Chevrolet |
| Panther Racing                         | 04  | Oriol Servià        | Chevrolet |
| Team Venezuela/Andretti Autosport/HVM  | 05  | E. J. Viso          | Chevrolet |
| Dragon Racing                          | 06  | Sebastian Saavedra  | Chevrolet |
| Dragon Racing                          | 07  | Sébastien Bourdais  | Chevrolet |
| Target Chip Ganassi Racing             | 09  | Scott Dixon         | Honda     |
| Target Chip Ganassi Racing             | 10  | Dario Franchitti    | Honda     |
| KV Racing Technology                   | 11  | Tony Kanaan         | Chevrolet |
| KV Racing Technology                   | 78  | Simona de Silvestro | Chevrolet |
| A. J. Foyt Enterprises                 | 14  | Takuma Satō         | Honda     |
| Rahal Letterman Lanigan Racing         | 15  | Graham Rahal        | Honda     |
| Rahal Letterman Lanigan Racing         | 16  | James Jakes         | Honda     |
| Dale Coyne Racing                      | 18  | Stefan Wilson       | Honda     |
| Dale Coyne Racing                      | 19  | Justin Wilson       | Honda     |
| Ed Carpenter Racing                    | 20  | Ed Carpenter        | Chevrolet |
| Schmidt Peterson Motorsports           | 55  | Tristan Vautier     | Honda     |
| Sarah Fisher Hartman Racing            | 67  | Josef Newgarden     | Honda     |
| Schmidt Hamilton Motorsports           | 77  | Simon Pagenaud      | Honda     |
| Novo Nordisk Chip Ganassi Racing       | 83  | Charlie Kimball     | Honda     |
| Bryan Herta Autosport w/Curb-Agajanian | 98  | Luca Filippi        | Honda     |

Quelle: 

## Klassifikationen

### Qualifying
| Pos. | Fahrer              | Team                                   | Fahrzeug          | Gruppe 1  | Gruppe 2   | Top 12    | FF6       | Start |
| ---- | ------------------- | -------------------------------------- | ----------------- | --------- | ---------- | --------- | --------- | ----- |
| 01   | Scott Dixon         | Target Chip Ganassi Racing             | Dallara-Honda     | 1:17,9275 | —          | 1:18,8597 | 1:18,0838 | 01    |
| 02   | Will Power          | Team Penske                            | Dallara-Chevrolet | 1:18,0331 | —          | 1:18,4559 | 1:18,1171 | 02    |
| 03   | Simon Pagenaud      | Schmidt Hamilton Motorsports           | Dallara-Honda     | —         | 1:18,5983  | 1:18,6501 | 1:18,4307 | 03    |
| 04   | Justin Wilson       | Dale Coyne Racing                      | Dallara-Honda     | —         | 1:18,8813  | 1:18,7734 | 1:18,8698 | 04    |
| 05   | Josef Newgarden     | Sarah Fisher Hartman Racing            | Dallara-Honda     | —         | 1:19,0685  | 1:18,5236 | 1:18,9022 | 05    |
| 06   | Tristan Vautier     | Schmidt Peterson Motorsports           | Dallara-Honda     | —         | 1:18,6183  | 1:18,5496 | 1:19,0380 | 06    |
| 07   | Hélio Castroneves   | Team Penske                            | Dallara-Chevrolet | —         | 1:18,6413  | 1:19,0288 | —         | 07    |
| 08   | Ryan Hunter-Reay    | Andretti Autosport                     | Dallara-Chevrolet | 1:18,4595 | —          | 1:19,0367 | —         | 08    |
| 09   | Charlie Kimball     | Novo Nordisk Chip Ganassi Racing       | Dallara-Honda     | —         | 1:19,0835  | 1:19,0523 | —         | 09    |
| 10   | Takuma Satō         | A. J. Foyt Enterprises                 | Dallara-Honda     | 1:18,3436 | —          | 1:19,2216 | —         | 10    |
| 11   | James Hinchcliffe   | Andretti Autosport                     | Dallara-Chevrolet | 1:18,5729 | —          | 1:19,3182 | —         | 11    |
| 12   | Graham Rahal        | Rahal Letterman Lanigan Racing         | Dallara-Honda     | 1:18,5467 | —          | 1:22,2045 | —         | 12    |
| 13   | James Jakes         | Rahal Letterman Lanigan Racing         | Dallara-Honda     | 1:18,6398 | —          | —         | —         | 23    |
| 14   | Luca Filippi        | Bryan Herta Autosport w/Curb-Agajanian | Dallara-Honda     | —         | 1:19,1242  | —         | —         | 13    |
| 15   | Dario Franchitti    | Target Chip Ganassi Racing             | Dallara-Honda     | 1:18,6694 | —          | —         | —         | 24    |
| 16   | Tony Kanaan         | KV Racing Technology                   | Dallara-Chevrolet | —         | 1:19,3051  | —         | —         | 14    |
| 17   | Oriol Servià        | Panther Racing                         | Dallara-Chevrolet | 1:18,8075 | —          | —         | —         | 15    |
| 18   | Marco Andretti      | Andretti Autosport                     | Dallara-Chevrolet | —         | 1:19,4738  | —         | —         | 16    |
| 19   | Simona de Silvestro | KV Racing Technology                   | Dallara-Chevrolet | 1:18,9829 | —          | —         | —         | 17    |
| 20   | Ed Carpenter        | Ed Carpenter Racing                    | Dallara-Chevrolet | —         | 1:20,5694  | —         | —         | 18    |
| 21   | Sebastian Saavedra  | Dragon Racing                          | Dallara-Chevrolet | 1:19,2440 | —          | —         | —         | 19    |
| 22   | E. J. Viso          | Team Venezuela/Andretti Autosport/HVM  | Dallara-Chevrolet | —         | 2:16,3120  | —         | —         | 20    |
| 23   | Stefan Wilson       | Dale Coyne Racing                      | Dallara-Honda     | 1:20,1871 | —          | —         | —         | 21    |
| 24   | Sébastien Bourdais  | Dragon Racing                          | Dallara-Chevrolet | —         | keine Zeit | —         | —         | 22    |

Anmerkungen
1. ↑  James Jakes wurde aufgrund des Überschreitens des Motorenlimits (der sechste von fünf erlaubten) um 10 Positionen nach hinten versetzt.
2. ↑  Dario Franchitti wurde aufgrund des Überschreitens des Motorenlimits (der sechste von fünf erlaubten) um 10 Positionen nach hinten versetzt.

Quellen: 

### Rennen
| Pos. | Fahrer              | Team                                   | Fahrzeug          | Runden | Zeit         | Start | Führungsrunden |
| ---- | ------------------- | -------------------------------------- | ----------------- | ------ | ------------ | ----- | -------------- |
| 01   | Simon Pagenaud      | Schmidt Hamilton Motorsports           | Dallara-Honda     | 75     | 2:16:32,3443 | 03    | 07             |
| 02   | Josef Newgarden     | Sarah Fisher Hartman Racing            | Dallara-Honda     | 75     | + 4,1592     | 05    | 0              |
| 03   | Sébastien Bourdais  | Dragon Racing                          | Dallara-Chevrolet | 75     | + 7,9588     | 22    | 19             |
| 04   | Justin Wilson       | Dale Coyne Racing                      | Dallara-Honda     | 75     | + 10,7598    | 04    | 0              |
| 05   | Simona de Silvestro | KV Racing Technology                   | Dallara-Chevrolet | 75     | + 11,6017    | 17    | 0              |
| 06   | Charlie Kimball     | Novo Nordisk Chip Ganassi Racing       | Dallara-Honda     | 75     | + 21,4160    | 09    | 0              |
| 07   | James Hinchcliffe   | Andretti Autosport                     | Dallara-Chevrolet | 75     | + 22,8422    | 11    | 0              |
| 08   | Sebastian Saavedra  | Dragon Racing                          | Dallara-Chevrolet | 75     | + 25,5377    | 19    | 0              |
| 09   | Hélio Castroneves   | Team Penske                            | Dallara-Chevrolet | 75     | + 29,3117    | 07    | 0              |
| 10   | Marco Andretti      | Andretti Autosport                     | Dallara-Chevrolet | 75     | + 40,5499    | 16    | 12             |
| 11   | Tristan Vautier     | Schmidt Peterson Motorsports           | Dallara-Honda     | 74     | + 1 Runde    | 06    | 01             |
| 12   | Oriol Servià        | Panther Racing                         | Dallara-Chevrolet | 74     | + 1 Runde    | 15    | 0              |
| 13   | E. J. Viso          | Team Venezuela/Andretti Autosport/HVM  | Dallara-Chevrolet | 74     | + 1 Runde    | 20    | 0              |
| 14   | Ed Carpenter        | Ed Carpenter Racing                    | Dallara-Chevrolet | 74     | + 1 Runde    | 18    | 0              |
| 15   | Tony Kanaan         | KV Racing Technology                   | Dallara-Chevrolet | 73     | DNF          | 14    | 0              |
| 16   | Stefan Wilson       | Dale Coyne Racing                      | Dallara-Honda     | 72     | + 3 Runden   | 21    | 0              |
| 17   | Graham Rahal        | Rahal Letterman Lanigan Racing         | Dallara-Honda     | 68     | DNF          | 12    | 05             |
| 18   | Will Power          | Team Penske                            | Dallara-Chevrolet | 67     | + 8 Runden   | 02    | 31             |
| 19   | Scott Dixon         | Target Chip Ganassi Racing             | Dallara-Honda     | 52     | DNF          | 01    | 0              |
| 20   | Ryan Hunter-Reay    | Andretti Autosport                     | Dallara-Chevrolet | 42     | DNF          | 08    | 0              |
| 21   | Dario Franchitti    | Target Chip Ganassi Racing             | Dallara-Honda     | 22     | DNF          | 24    | 0              |
| 22   | Luca Filippi        | Bryan Herta Autosport w/Curb-Agajanian | Dallara-Honda     | 12     | DNF          | 13    | 0              |
| 23   | James Jakes         | Rahal Letterman Lanigan Racing         | Dallara-Honda     | 05     | DNF          | 23    | 0              |
| 24   | Takuma Satō         | A. J. Foyt Enterprises                 | Dallara-Honda     | 04     | DNF          | 10    | 0              |

Quellen: 

#### Führungsabschnitte
| Abschnitt | Runden | Fahrer             |
| --------- | ------ | ------------------ |
| 1         | 1–31   | Will Power         |
| 2         | 32–39  | Sébastien Bourdais |
| 3         | 40     | Tristan Vautier    |
| 4         | 41–51  | Sébastien Bourdais |
| 5         | 52–56  | Graham Rahal       |
| 6         | 57–68  | Marco Andretti     |
| 7         | 69–75  | Simon Pagenaud     |

Quellen: 

#### Gelbphasen
| Nr. | Dauer | Runden | Grund für Gelbphase |
| --- | ----- | ------ | --- |
| 1   | 13–18 | 6      | Kontakt: Ed Carpenter (#20) in Kurve 5 |
| 2   | 41–46 | 6      | Kontakt: Stefan Wilson (#18) in Kurve 7 |
| 3   | 48–51 | 4      | Kontakt: Graham Rahal (#15), Scott Dixon (#9), Hélio Castroneves (#3), Josef Newgarden (#67) und James Hinchcliffe (#27) in Kurve 1                                                  |
| 4   | 53–55 | 3      | Kontakt: Scott Dixon (#9) und Will Power (#12) auf der Start-Ziel-Geraden |
| 5   | 57–59 | 3      | Kontakt: Sébastien Bourdais (#7), Tristan Vautier (#55), Oriol Servià (#4), Sebastian Saavedra (#6), E. J. Viso (#5), Charlie Kimball (#83) und Simona de Silvestro (#78) in Kurve 1 |
| 6   | 63–65 | 3      | Kontakt: Oriol Servià (#4), Sébastien Bourdais (#7), Graham Rahal (#15), Justin Wilson (#19), Ed Carpenter (#20) und James Hinchcliffe (#27) in Kurve 3                              |

Quellen: 

## Punktestände nach dem Rennen

### Fahrerwertung
Die Punktevergabe wird hier erläutert.
| Pos. | Fahrer             | Punkte |
| ---- | ------------------ | ------ |
| 01.  | Hélio Castroneves  | 501    |
| 02.  | Scott Dixon        | 452    |
| 03.  | Simon Pagenaud     | 431    |
| 04.  | Marco Andretti     | 430    |
| 05.  | Ryan Hunter-Reay   | 427    |
| 06.  | Justin Wilson      | 393    |
| 07.  | Dario Franchitti   | 388    |
| 08.  | James Hinchcliffe  | 376    |
| 09.  | Will Power         | 371    |
| 10.  | Charlie Kimball    | 363    |
| 11.  | Tony Kanaan        | 346    |
| 12.  | E. J. Viso         | 304    |
| 13.  | Sébastien Bourdais | 297    |

| Pos. | Fahrer              | Punkte |
| ---- | ------------------- | ------ |
| 14.  | Josef Newgarden     | 291    |
| 15.  | Takuma Satō         | 278    |
| 16.  | Simona de Silvestro | 278    |
| 17.  | Ed Carpenter        | 277    |
| 18.  | Graham Rahal        | 266    |
| 19.  | James Jakes         | 244    |
| 20.  | Tristan Vautier     | 230    |
| 21.  | Sebastian Saavedra  | 196    |
| 22.  | Oriol Servià        | 185    |
| 23.  | Alex Tagliani       | 163    |
| 24.  | Mike Conway         | 149    |
| 25.  | Ryan Briscoe        | 100    |
| 26.  | J. R. Hildebrand    | 93     |

| Pos. | Fahrer             | Punkte |
| ---- | ------------------ | ------ |
| 27.  | Ana Beatriz        | 72     |
| 28.  | Carlos Muñoz       | 67     |
| 29.  | A. J. Allmendinger | 65     |
| 30.  | Pippa Mann         | 29     |
| 31.  | James Davison      | 27     |
| 32.  | Luca Filippi       | 22     |
| 33.  | Stefan Wilson      | 14     |
| 34.  | Conor Daly         | 11     |
| 35.  | Townsend Bell      | 10     |
| 36.  | Lucas Luhr         | 8      |
| 37.  | Katherine Legge    | 8      |
| 38.  | Buddy Lazier       | 8      |